# Sciara recta
Sciara recta är en tvåvingeart som först beskrevs av Franz Lengersdorf 1941.  Sciara recta ingår i släktet Sciara och familjen sorgmyggor. Inga underarter finns listade i Catalogue of Life.